# Schistostege
Schistostege là một chi bướm đêm thuộc họ Geometridae.